# Katastrofa budowlana w Erfurcie (1184)
Katastrofa budowlana w Erfurcie w 1184 (niem. Erfurter Latrinensturz) – katastrofa budowlana podczas królewskiego Hoftagu w 1184 r., która spowodowała wiele ofiar śmiertelnych.
W lipcu 1184 r. król niemiecki Henryk VI w czasie wyprawy wojennej do Polski przybył do Erfurtu, by odbyć Hoftag. Władca chciał załagodzić spór pomiędzy arcybiskupem Moguncji Konradem i landgrafem Turyngii Ludwikiem III. 26 lipca Henryk zasiadł wraz z wielkim orszakiem na piętrze budynku kapituły w Erfurcie. Wówczas stara i zapewne przegniła podłoga zawaliła się pod nadmiernym ciężarem. Większość zebranych runęła w dół. Również konstrukcja parteru załamała się i spadający ludzie znaleźli się w leżącym poniżej dole kloacznym. Wiele osób poniosło śmierć (współczesne źródła mówią o 60 ofiarach): część utopiła się, inni zginęli lub zostali ranni od uderzeń spadających belek i kamieni. Kronika kościoła św. Piotra w Erfurcie wymienia wśród ofiar hrabiów Gozmara III von Ziegenhaina, Friedricha von Abinberga, Friedricha von Kirchberga, Heinricha von Schwarzburga, burgrabiego Burcharda von der Wartburga i hrabiego Beringera von Meldingena. Król Henryk siedział w murowanej niszy okiennej w ścianie zewnętrznej i nie odniósł obrażeń. Wydostał się z niej przy pomocy drabiny.

## Fragment z Kroniki kościoła św. Piotra w Erfurcie
Król Henryk podczas wyprawy wojennej do Polski przybył do Erfurtu, gdzie zastał srodze skłóconych w sprawie szkód wyrządzonych biskupstwu Konrada z Moguncji i landgrafa Ludwika. Podczas gdy on, troszcząc się o zaprowadzenie pokoju między nimi, w otoczeniu wielu zasiadł w górnej izbie do rady, budowla nagle runęła i wielu spadło do leżącego poniżej dołu kloacznego, z którego jednych z trudem uratowano, podczas gdy inni utonęli w bagnie. 26 lipca żałosną śmierć ponieśli: Friderich, hrabia von Abinberc, Heinrich, hrabia z Turyngii, Gozmar, hrabia heski, Friderich, hrabia Kirchberg, Burchard von Wartburg i inni mniej znacznego imienia.